# Wanzleben-Börde
Wanzleben-Börde ist eine Stadt im Landkreis Börde in Sachsen-Anhalt.

## Geografie
Die Stadt liegt ca. 15 km südwestlich der Landeshauptstadt Magdeburg. Landschaftlich gehört die Stadt zur fruchtbaren Magdeburger Börde.

### Nachbargemeinden
Wanzleben-Börde grenzt an folgende Städte und Gemeinden (im Uhrzeigersinn, im Norden beginnend): Hohe Börde, Magdeburg, Sülzetal, Egeln und Oschersleben (Bode).

### Stadtgliederung
Ortschaften der Stadt Wanzleben-Börde, in Klammern weitere zugehörige Ortsteile:
- Bottmersdorf/Klein Germersleben (mit Bottmersdorf und Klein Germersleben)
- Domersleben
- Dreileben
- Eggenstedt
- Groß Rodensleben (mit Bergen, Groß Rodensleben und Hemsdorf)
- Hohendodeleben
- Klein Rodensleben
- Remkersleben (mit Meyendorf und Remkersleben)
- Stadt Seehausen
- Stadt Wanzleben (mit Blumenberg, Buch, Schleibnitz, Stadt Frankfurt und Stadt Wanzleben)
- Zuckerdorf Klein Wanzleben

Am 1. Juli 2014 ist das neue Kommunalverfassungsgesetz des Landes Sachsen-Anhalt (KVG) in Kraft getreten. In § 14 Abs. 2 KVG wird den Gemeinden die Möglichkeit gegeben, den Ortsteilen, die vor der Eingemeindung Städte waren, diese Bezeichnung zuzuerkennen. Die Stadt Wanzleben-Börde hat von dieser Regelung Gebrauch gemacht. Die diesbezügliche Änderung ihrer Hauptsatzung ist im Jahr 2015 in Kraft getreten. In den §§ 1 Abs. 2 und 16 Abs. 1 der Hauptsatzung werden die Ortsteile und Ortschaften mit ihren amtlichen Namen aufgeführt.

## Geschichte
Wanzleben wurde 889 erstmals urkundlich erwähnt, als Arnolf von Kärnten das für das Stift Gandersheim eingeplante Gut Wanzleben verschenkte.
Der Ortsnamensbestandteil -leben ist dort erläutert.
Die Stadt Wanzleben-Börde entstand am 1. Januar 2010 aus neun der zehn Gemeinden der Verwaltungsgemeinschaft „Börde“ Wanzleben. Die zehnte Gemeinde, Zuckerdorf Klein Wanzleben, wurde seitdem von der Stadt mitverwaltet und am 1. September 2010 eingemeindet.

## Bevölkerung
| Jahr | Einwohner |
| ---- | --------- |
| 2010 | 15.049    |
| 2015 | 14.225    |
| 2020 | 13.716    |

| Jahr | Einwohner |
| ---- | --------- |
| 2021 | 13.821    |
| 2022 | 13.935    |
| 2023 | 13.795    |
| 2024 | 13.724    |

Stand: 31. Dezember des jeweiligen Jahres (Angaben des Statistischen Landesamtes Sachsen-Anhalt), ab 2011 auf Basis des Zensus 2011, ab 2022 auf Basis des Zensus 2022

## Politik

### Stadtrat
Der Stadtrat von Wanzleben-Börde besteht entsprechend der Einwohnerzahl der Stadt aus 28 Mitgliedern und dem Bürgermeister. Die Kommunalwahl am 9. Juni 2024 führte bei einer Wahlbeteiligung von 60,6 % zu folgendem Ergebnis:
| Partei / Wählergruppe                                     | Stimmenanteil 2019 | Sitze 2019 |        | Stimmenanteil 2024 | Sitze 2024 |
| --------------------------------------------------------- | ------------------ | ---------- | ------ | ------------------ | ---------- |
| CDU                                                       | 22,0 %             | 6          | 22,0 % | 6                  |            |
| AfD                                                       | 13,5 %             | 2          | 21,0 % | 6                  |            |
| Sportfreunde Wanzleben-Börde                              | –                  | –          | 09,8 % | 3                  |            |
| Einzelbewerber Tino Bauer                                 | –                  | –          | 08,1 % | 1                  |            |
| SPD                                                       | 12,1 %             | 3          | 07,1 % | 2                  |            |
| Bürgergemeinschaft Hohendodeleben                         | 04,7 %             | 1          | 06,0 % | 2                  |            |
| Freie Wählergemeinschaft Seehausen                        | 06,3 %             | 2          | 04,7 % | 1                  |            |
| Bürgerinitiative Groß Rodensleben                         | 04,6 %             | 1          | 04,2 % | 1                  |            |
| Die Linke                                                 | 13,0 %             | 4          | 03,9 % | 1                  |            |
| Freie Wählergemeinschaft Remkersleben                     | –                  | –          | 03,2 % | 1                  |            |
| Freie Wählergemeinschaft Domersleben                      | 02,9 %             | 1          | 03,1 % | 1                  |            |
| FDP                                                       | 10,9 %             | 3          | 02,8 % | 1                  |            |
| Pro Gemeinde Klein Rodensleben                            | 03,2 %             | 1          | 01,8 % | 1                  |            |
| Bündnis 90/Die Grünen                                     | 04,0 %             | 1          | 01,4 % | –                  |            |
| Freie Wählergemeinschaft Bottmersdorf/ Klein Germersleben | 01,5 %             | 1          | 01,1 % | –                  |            |
| Einzelbewerber Rainer Lux                                 | 01,4 %             | –          | –      | –                  |            |
| Insgesamt                                                 | 100 %              | 26         | 100 %  | 27                 |            |

Bei der Wahl 2019 entfielen auf die AfD vier Sitze, von denen zwei unbesetzt blieben, weil die Partei nur zwei Kandidaten nominiert hatte.
Bei der Wahl 2024 entsprach der Stimmenanteil des Einzelbewerbers Bauer zwei Sitzen. Daher bleibt ein Sitz im Stadtrat unbesetzt.
Die Wählergemeinschaften bilden eine gemeinsame Fraktion mit der FDP und dem Einzelbewerber Bauer (zusammen neun Sitze).

### Weitere Wahlen
In der folgenden Tabelle sind die Ergebnisse von Bundestags-, Landtags- und Europawahlen in Wanzleben-Börde dargestellt.
| Jahr | Wahl           | Wbt. | AfD  | CDU  | BSW  | SPD  | Linke1 | FDP | Grüne | Sonst. |
| ---- | -------------- | ---- | ---- | ---- | ---- | ---- | ------ | --- | ----- | ------ |
| 2025 | Bundestagswahl | 80,6 | 41,5 | 19,8 | 11,1 | 10,0 | 8,7    | 3,6 | 2,4   | 2,9    |
| 2024 | Europawahl     | 61,6 | 32,2 | 25,9 | 15,8 | 7,7  | 3,9    | 2,9 | 1,9   | 8,2    |
| 2021 | Bundestagswahl | 48,8 | 24,8 | 22,9 | —    | 22,8 | 7,4    | 9,9 | 3,9   | 8,3    |
| 2021 | Landtagswahl   | 48,6 | 25,5 | 35,8 | —    | 7,3  | 9,0    | 8,0 | 2,6   | 11,7   |
| 2019 | Europawahl     | 44,6 | 22,7 | 25,0 | —    | 12,9 | 13,2   | 6,2 | 5,6   | 14,4   |
| 2017 | Bundestagswahl | 57,8 | 20,7 | 31,4 | —    | 15,5 | 16,2   | 8,8 | 2,1   | 3,6    |
| 2016 | Landtagswahl   | 54,3 | 27,1 | 30,7 | —    | 10,1 | 14,2   | 6,1 | 3,6   | 5,3    |
| 2014 | Europawahl     | 42,0 | 5,5  | 33,8 | —    | 21,1 | 19,2   | 4,8 | 3,3   | 8,3    |
| 2013 | Bundestagswahl | 52,7 | 4,1  | 43,0 | —    | 18,5 | 22,1   | 4,1 | 2,4   | 5,7    |
| 2011 | Landtagswahl   | 54,4 | —    | 33,9 | —    | 20,2 | 22,2   | 5,4 | 4,6   | 11,5   |

1 bis 2007: PDS

### Bürgermeister
- 2017–2024: Thomas Kluge (parteilos)
- seit 2024: Grit Matz (CDU)

Kluge wurde am 5. März 2017 mit 70,7 % der gültigen Stimmen gewählt.
Matz wurde in der Bürgermeisterstichwahl am 10. März 2024 mit 58,0 % der gültigen Stimmen zu seiner Nachfolgerin gewählt. Ihre Amtszeit beträgt sieben Jahre.

### Wappen
Das Wappen wurde am 15. Februar 2010 durch den Landkreis genehmigt.
Blasonierung: „In Silber eine rote silbern gefugte Burg mit einem breiten mittleren und zwei schmaleren seitlichen spitzbedachten und kugelbekrönten Türmen, der mittlere Turm mit drei Rundbogenöffnungen im oberen Stockwerk und offenem Tor, darin schwebend der in Rot über Silber geteilte Schild des Erzstifts Magdeburg, die seitlichen Türme mit je zwei Rundbogenöffnungen im Ober- und je einer im Untergeschoss.“
Die Stadt Wanzleben-Börde beschloss auf ihrer konstituierenden Sitzung am 8. Januar 2010 das ehemalige Stadtwappen des jetzigen Ortsteils Wanzleben in veränderter Form zu führen. Die Veränderung besteht in der Anzahl und Positionierung der Fenster, womit die Gemeinden symbolisiert werden, die zur neuen Stadt fusionierten. Die Symbolik des Wappens bezieht sich auf die Burg Wanzleben im Sinne eines gemeinschaftlichen Hauses, aus dem die Ortsteile auf eine gemeinsame Zukunft blicken. Was die Anzahl der Öffnungen angeht, so ist die Interpretation 9 Fenster = 9 Gemeinden oder 9 Fenster und ein offenes Tor = Gemeinden plus die Stadt Wanzleben im Hinblick auf das ggf. spätere Hinzukommen der Gemeinde Klein Wanzleben.
Das Wappen wurde vom Kommunalheraldiker Jörg Mantzsch gestaltet.

### Flagge
Die Flagge ist Rot-Weiß (1:1) gestreift (Querform: Streifen waagerecht verlaufend, Längsform: Streifen senkrecht verlaufend) und mittig mit dem Gemeindewappen belegt.

## Sehenswürdigkeiten
Die in der Stadt befindlichen Kulturdenkmale sind in der Liste der Kulturdenkmale in Wanzleben-Börde eingetragen, die Bodendenkmale in der Liste der Bodendenkmale in Wanzleben-Börde.

## Wirtschaft und Infrastruktur

### Verkehr
Der Bahnhof Blumenberg liegt an der Bahnstrecke Magdeburg–Halberstadt–Thale. Der Bahnhof wurde 2018 stillgelegt, eine Initiative bemüht sich um die Wiederinbetriebnahme.
Wanzleben ist über die B 246a, die B 246 und die BAB 14 über die L 50 Richtung Magdeburg erreichbar.

### Sport
Der wohl bekannteste Sportverein Wanzlebens ist der SV Blau-Weiß Empor Wanzleben.

## Söhne und Töchter von Wanzleben
- Johann Georg Glume (1679–1765/67), geboren in Wanzleben, Bildhauer
- Christian August Salig (1692–1738), geboren in Domersleben, Kirchenhistoriker und Theologe
- Gotthilf Sebastian Rötger (1749–1831), geboren in Klein Germersleben, Pädagoge
- Friedrich von Matthisson (1761–1831), geboren in Hohendodeleben, Schriftsteller und Bibliothekar
- Ludwig Samuel Kühne (1786–1864), geboren in Wanzleben, Beamter und Politiker
- Ferdinand Werner (1788–1825), geboren in Groß Wanzleben, Landrat des Kreises Merzig
- Friedrich Kühle (1791–1853), geboren in Klein Wanzleben, preußischer Generalmajor
- Wilhelm Schatz (1802–1867), geboren in Wanzleben, Botaniker und Philologe
- Matthias Christian Rabbethge (1804–1902), geboren in Klein Rodensleben, Zuckerrübenzüchter und Zuckerfabrikant
- Alexander von Tresckow (1805–1878), geboren in Groß Wanzleben, preußischer Generalleutnant
- Albert von Ingersleben (1805–1891), geboren in Seehausen, Generalleutnant
- Scipio Agricola Herbig (1821–1891), geboren in Wanzleben, Jurist und Mitglied des Konstituierenden Reichstags des Norddeutschen Bundes
- Carl Ziemann (1825–1906), geboren in Bottmersdorf, Forstmeister und Abgeordneter des Kurhessischen Kommunallandtages Kassel
- Rudolf Otto Caesar (1840–1925), geboren in Schleibnitz, Geheimer Oberbaurat, Eisenbahnbaufachmann und Mitglied der königlichen Eisenbahndirektion
- Louis Naumann (1845–1925), geboren in Seehausen, Pfarrer und Historiker
- Ferdinand von Ledebur (1848–1916), geboren in Seehausen, Generalleutnant
- Richard Barth (1850–1923), geboren in Groß Wanzleben, Konzertmeister, Dirigent und Komponist
- Rudolf Schöttler (1850–1924), geboren in Domersleben, Ingenieur
- Richard Stegemann (1856–1925), geboren in Groß Wanzleben, Ökonom und Handelskammer–Sekretär
- Reinhold Schultz (1858–1933), geboren in Groß Wanzleben, Reichsgerichtsrat
- Gustav Behrendt (1859–1912), geboren in Wanzleben, Präsident der Eisenbahndirektion Berlin
- Richard Löwe (1863–1940), geboren in Wanzleben, Sprachforscher und Ethnograph
- Franz Schönfeld (1866–1940), geboren in Hohendodeleben, Brauwissenschaftler
- Albrecht Rudolf Paul Kuchenbuch (1867–1938), geboren in Groß Wanzleben, Unternehmer
- Heinrich Loewe (1869–1951), geboren in Wanzleben, jüdischer Journalist
- Heinrich Becker (1872–nach 1928), geboren in Klein Wanzleben, Obermeister der Bäckerinnung und Abgeordneter des Preußischen Landtags (DVP)
- Julius Meyer (1875–1934), geboren in Wanzleben, Gewerkschafter und Politiker (SPD), Minister für Soziale Fürsorge, Verkehr und Gewerbe in Oldenburg
- Friedrich Stuhlmann (1875–1952), geboren in Groß Wanzleben, Oberstleutnant, Bibliothekar und Militärhistoriker
- Richard Hamann (1879–1961), geboren in Seehausen, Kunsthistoriker
- Walter Birk (1880–1954), geboren in Wanzleben, Mediziner und Professor in Tübingen
- Oscar Rabbethge (1880–1965), geboren in Klein Wanzleben, Zuckerindustrieller
- Gustav Grabau (1888–1977), geboren in Schleibnitz, Politiker (Bremer Demokratische Volkspartei BDV, FDP) und Mitglied der Bremischen Bürgerschaft
- Werner Lorleberg (1894–1945), geboren in Bottmersdorf, Oberstleutnant und Kommandant Erlangens am Ende des Zweiten Weltkriegs
- Otto Korn (1898–1955), geboren in Wanzleben, Archivar und Heraldiker
- Eduard Rauterberg, (1898–1977), geboren in Klein Wanzleben, Agrikulturchemiker
- Otto Prinz (1905–2003), geboren in Seehausen, Philologe
- Herbert Hemprich (1913–1985), geboren in Seehausen, Oberkirchenrat der Evangelisch-Lutherischen Kirche in Oldenburg
- Carl-Ernst Büchting (1915–2010), geboren in Klein Wanzleben,  Agrarwissenschaftler und Vorstandsvorsitzender der KWS Saat
- Alfred Pechau (1921–2008), geboren in Bergen, Komponist und Musiker
- Hans-Joachim Albrecht (1932–2022), geboren in Wanzleben, Gärtner, Dendrologe, und Pflanzenzüchter
- Martin Bangemann (1934–2022), geboren in Wanzleben, Politiker (FDP), Bundesminister für Wirtschaft und Europäischer Kommissar für den Binnenmarkt bzw. für Industriepolitik, Informationstechnik und Telekommunikation, Bundesvorsitzender der FDP
- Edeltraud Rogée (* 1954), geboren in Wanzleben, Politikerin (Die Linke), Mitglied des Landtages Sachsen-Anhalt
- Heiko Rataj (* 1965), geboren in Seehausen, Unternehmer und Eventgastronom